# Del Valle Kapo
Del Valle Kapo (ou somente Kapo) é uma marca de suco de frutas, destinado ao público infantil, produzido pela The Coca-Cola Company, mas atualmente faz parte da linha Del Valle. Suas embalagens mais antigas marcaram geração na infância de muitos, graças aos personagens que eram estampados entre cada sabor.

## História
O produto foi originário do Chile em 1976 apenas nos sabores laranja, abacaxi e maçã, sendo vendido em embalagens de plástico e originalmente não tinha mascotes. Nos anos 90 Kapo passou a ter seus mascotes de fruta e também a ter os sabores framboesa, limão e pêssego. Chegou ao Brasil em abril de 2001, com os sabores laranja, abacaxi, morango, maracujá e uva. Em 2006, a linha foi ampliada com o lançamento de Kapo Chocolate. Logo depois mudaram os personagens.
Com a aquisição da Del Valle pela Coca-Cola, a marca de sucos infantis passou a ser associada com a marca recém-adquirida, lançando néctares e mantendo seus sucos e achocolatado. Atualmente não possui mais personagens estampados nas embalagens.

## Mascotes
Originalmente no Chile a marca não tinha mascotes. Os primeiros mascotes (frutas antropomorfizadas em estilo cartum) vieram em 1992 cada personagem simbolizando uma fruta e um sabor. Os primeiros personagens foram Mick (laranja), Jay (maçã), Willy (acabaxi), Eugenio (framboesa), Zico (limão) e Jerry (pêssego). Quando a marca foi lançada no Brasil em 2001 Mick e Willy tiveram seus nomes alterados para Zeka e Eddie respectivamente, e os demais foram substituídos por outros sabores: Sam (morango) e Gerad (uva). Posteriormente vieram outros personagens no Brasil como Ricky (maracujá) e Kaponauta como o até recente sabor chocolate.
Em 2008 todos os personagens foram substituídos por novos criados por Cao Hamburguer. Os novos personagens dessa nova geração passaram a ser crianças alienígenas da fictícia galáxia "Kaposfera". Alguns comerciais em desenho animado com esses novos personagens foram criados nesse meio tempo. Os personagens eram Kim (morango), Kemi (maracujá), Kaúri (abacaxi), Kirina (uva), Kike (laranja) e Kako (chocolate). Essa fase recebeu o slogan: "Junto é mais divertido". Essa marca permaneceu mesmo depois da junção dela com a Del Valle.
No entanto depois de 2012 a marca removeu todos seus mascotes das embalagens. A princípio tentaram desenvolver um jogo online no site do produto com uma história e personagens, "O Segredo dos Vales Mágicos de Del Valle". O jogo seguiu um estilo de plataforma adventure, e contou a história de um garoto e seus pais através de um portal de uma fazenda mágica. O jogo terminou em 2013 e desde então a marca abandonou uso de mascotes passando a ter apenas frutas normais estampadas nas embalagens. Em 2018 as frutas evoluíram para novos mascotes similares a animais marinhos.

## Sabores
Sabores Atuais: 
- Uva
- Morango;
- Abacaxi
- Laranja
- Maracujá
- Caju
- Maçã
- Frutas Cítricas

Sabor extinto:
- Chocolate (2007-2013)

Sabores Nectar
- Uva
- Maracujá
- Caju
- Pêssego
- Manga
- Goiaba (extinto)

Durante a junção da marca com a Del Valle também foram vendidas uma linha néctar (e tiveram seus próprios mascotes na fase Kaposfera). Depois de 2013 os néctares continuaram a ser fabricados, mas separados da linha Kapo.